# Viva, Viva a FRELIMO
Viva, Viva a FRELIMO foi o hino nacional de Moçambique de 25 de Junho de 1975 até 30 de abril de 2002.
A música é da autoria do Maestro Justino Sigaulane Chemane na década de 1970, em celebração da FRELIMO, Frente de Libertação de Moçambique, que levou o país à independência.
Em 1992, a letra da música foi retirada, com as alterações políticas que então tiveram lugar. O parlamento então fez um concurso para a escolha de uma letra. O resultado é o hino atual, Pátria Amada.